# Miliješ
Miliješ (en serbe cyrillique : Миљеш) est un village de Serbie situé dans la municipalité de Priboj, district de Zlatibor. Au recensement de 2011, il comptait 543 habitants.
Miliješ est également connu sous le nom de Maliješ.

## Démographie

### Évolution historique de la population
| 1948 | 1953 | 1961 | 1971 | 1981 | 1991 | 2002 | 2011 |
| ---- | ---- | ---- | ---- | ---- | ---- | ---- | ---- |
| 496  | 498  | 517  | 578  | 761  | 717  | 644  | 543  |

|  |